# Xã Ottawa, Quận Franklin, Kansas
Xã Ottawa (tiếng Anh: Ottawa Township) là một xã thuộc quận Franklin, tiểu bang Kansas, Hoa Kỳ. Năm 2010, dân số của xã này là 813 người.